# Discography (ノーナ・リーヴスのアルバム)
『Discography』（ディスコグラフィー）は、NONA REEVESの通算17枚目となるスタジオ・アルバムである。

## 概要
前作『未来』から約2年6か月振りのオリジナル・アルバムとして、2021年9月8日にdaydream park recordsから発売された。初回生産限定盤のみ、2020年7月4日にBillboard Live TOKYOで行われた、無観客配信ライブ「NONA REEVES ONLINE SHOW ～LIVE LOVERS～ from Billboard Live supported by CASIO」と本アルバムから新曲2曲のミュージック・ビデオを収録したDVDとの2枚組となっている。

## 収録曲

### CD
※両形態共通
1. Seventeen / セヴンティーン
作詞・作曲：西寺郷太
  - 配信限定シングル第2弾として2021年6月17日に先行配信。
2. Music Family / ミュージック・ファミリー
作詞・作曲：西寺郷太
3. Disco Amigo / ディスコ・アミーゴ
作詞・作曲：西寺郷太
  - 配信限定シングル第1弾として2020年12月20日に先行配信。
  - 映画『遊星王子2021』エンディングテーマ。
4. Wake Up! / ウェイク・アップ!
作詞・作曲：西寺郷太
5. Hurricane / ハリケーン
作詞・作曲：西寺郷太
6. New Journey / ニュー・ジャーニー
作詞：西寺郷太、作曲：奥田健介
7. Ain't No Mountain High Enough feat. 真城めぐみ / エイント・ノー・マウンテン・ハイ・イナフ
作詞・作曲：Ashford Nickolas & Simpson Valerie
  - マーヴィン・ゲイ＆タミー・テレルのカバー。
8. Dirty Honey / ダーティ・ハニー
作詞：西寺郷太、作曲：奥田健介
9. Saturday Lover / サタデイ・ラヴァー
作詞：西寺郷太、作曲：西寺郷太・冨田謙
10. Satisfy / 君の心にサティスファイ
作詞・作曲：西寺郷太

### DVD
※初回生産限定盤のみ収録
『NONA REEVES ONLINE SHOW ～LIVE LOVERS～ from Billboard Live supported by CASIO』
1. OPENING TALK
2. DAYDREAM PARK
3. 夢の恋人
4. MC
5. ガリレオ・ガール
6. GIMME GIMME
7. MC
8. 記憶の破片
9. スパイシー
10. MC
11. 二十歳の夏 (PTS. 1&2)
12. TONIGHT ～愛があった夕べ～
13. LOVE TOGETHER
14. ラヴ・アライヴ
15. MC
16. 未来
17. MC
18. NEW SOUL
19. LUCKY GUY

『MUSIC VIDEO』
1. Seventeen
2. Hurricane